# Ильгюн, Хатидже Кюбра
Хатидже Кюбра Ильгюн (тур. Hatice Kübra İlgün; род. 1 января 1993, Карс) — турецкая тхэквондистка. Чемпионка Европы 2022 года. Призёр чемпионатов мира И Европы. Выступает в весовой категории до 57 килограммов. Бронзовый призёр Олимпийских игр 2020 в Токио.

## Биография
Хатидже Кюбра Ильгюн родилась 1 января 1993 года.
Учится в университете Улудаг. Родом из Карса. Является членом спортивного клуба «Bursa Metropolitan Belediyespor», за который выступает в весовой категории до 57 кг.

## Карьера
Ильгюн завоевала серебряную медаль чемпионата мира 2017 в весовой категории до 57 килограммов. Хатидже Кюбра Ильгюн на этом турнире оказалась сильнее соперниц из Кении, Латвии, Германии и Португалии перед тем, как добралась до стадии полуфинала. Хатидже Кюбра Ильгюн в матче за выход в финал встретилась с шведкой Никитой Гласнович и одержала убедительную победу со счётом 8:0. Таким образом, она вышла в финал и попала на хозяйку соревнований А Рым Ли. Уже в первом раунде южнокорейская спортсменка повела со счётом 3:0, во втором увеличив преимущество до четырёх очков — 6:2. Несмотря на то, что в третьем раунде сильнее была турецкая тхэквондистка, матч завершился со счётом 7:5 и Хатидже Кюбра Ильгюн завоевала серебряную медаль.
Так как сразу две турецкие спортсменки были в рейтинге сильных тхэквондисток, за единственную квоту на Олимпиаду-2020 от Турции ей пришлось сражаться с Ирем Яман. Она встретилась с соперницей в очном поединке в рамках одного из турниров Гран-при, состоявшимся в России и, победив, стала обладательницей путёвки в Токио.
Хатидже Кюбра Ильгюн завоевала серебряную медаль в весовой категории до 57 кг на чемпионате Европы по тхэквондо 2021 года, который проходил в столице Болгарии Софии. В финальном поединке турецкая тхэквондистка уступила двукратной олимпийской чемпионке из Великобритании Джейд Джонс.
В 2023 году на чемпионате мира, который состоялся в Баку, в категории до 57 кг, Хатидже завоевала бронзовую медаль. В финальную схватку её не пустила спортсменка из Китайского Тайбея Ло Цзялин.